# Pradolina Bzury-Neru
Pradolina Bzury-Neru este o arie protejată (sit de importanță comunitară — SCI) din Polonia întinsă pe o suprafață de 21.886,17 ha, integral pe uscat.

## Localizare
Centrul sitului Pradolina Bzury-Neru este situat la coordonatele 52°06′18″N 19°22′27″E / 52.1049°N 19.3741°E.

## Înființare
Situl Pradolina Bzury-Neru a fost declarat sit de importanță comunitară în aprilie 2004 pentru a proteja 10 specii de animale.

## Biodiversitate
Situată în ecoregiunea continentală, aria protejată conține 11 habitate naturale: Pășuni continentale udate de apa mării, Lacuri eutrofice naturale cu vegetație de tip Magnopotamion sau Hydrocharition, Pajiști calcaroase din nisipuri xerice, Pajiști cu Molinia pe soluri calcaroase, turboase sau argilos-nămoloase (Molinion caeruleae), Liziere de ierburi înalte hidrofile de câmpie și de nivel montan până la alpin, Fânețe de joasă altitudine (Alopecurus pratensis, Sanguisorba officinalis), Mlaștini turboase de tranziție și turbării mișcătoare, Mlaștini alcaline, Păduri de stejar și carpen Galio-Carpinetum, Păduri aluvionare cu Alnus glutinosa și Fraxinus excelsior (Alno-Padion, Alnion incanae, Salicion albae), Păduri mixte riverane de Quercus robur, Ulmus laevis și Ulmus minor, Fraxinus excelsior sau Fraxinus angustifolia, de-a lungul marilor râuri (Ulmenion minoris).
La baza desemnării sitului se află mai multe specii protejate:
- amfibieni (2): buhai de baltă cu burta roșie (Bombina bombina), triton cu creastă (Triturus cristatus)
- mamifere (3): castor (Castor fiber), vidră de râu (Lutra lutra), liliac de iaz (Myotis dasycneme)
- nevertebrate (2): fluturele purpuriu (Lycaena dispar), Ophiogomphus cecilia
- pești (3): zvârluga (Cobitis taenia), țipar (Misgurnus fossilis), boarță (Rhodeus amarus)